# Pär Ström
Pär Rune Ström, född 30 augusti 1959 i Sollentuna, är en svensk debattör, författare, civilingenjör och föreläsare. 
Pär Ström har drivit frågor inom området informationsteknologins hot mot den personliga integriteten. Han är verksam som integritetsombudsman vid tankesmedjan Den Nya Välfärden och tilldelades 2007 Advokatsamfundets journalistpris. Från 2007 till 2012 verkade Pär Ström som debattör i jämställdhetsfrågor.

## Biografi
Pär Ström är civilingenjör med inriktning teknisk fysik och examinerades vid Kungliga Tekniska högskolan 1980. Han har varit anställd vid Förenade Landsortstidningar Press med ansvar för digitala medier. Några år i slutet av 1990-talet ansvarade han för området elektroniska medier på Institutet för medieteknik. Sedan 1999 har han varit företagare som föreläsare och författare.
Pär Ström ingick i regeringens IT-råd, vilket var verksamt mellan 2007 och 2010.

### Integritetsfrågor
Pär Ström har bedrivit arbete mot elektronisk övervakning av medborgarna och har skrivit flera böcker i ämnet, bland annat boken Övervakad. Där skriver han om riskerna med lagringen av de elektroniska fotspår varje medborgare lämnar och hur de kan missbrukas av personer med mindre ärliga avsikter. Förutom att föreläsa och skriva böcker i detta ämne gav Pär Ström också regelbundet ut en bulletin (Big Brother Bulletin). Han är sedan 1 maj 2006 integritetsombudsman vid tankesmedjan Den Nya Välfärden.

### Jämställdhetsfrågor
Ström gav år 2007 ut boken Mansförtryck och kvinnovälde. I den framförs flera kritiska synpunkter mot den svenska feminismen.
Efter bokens publicering har Ström deltagit i olika debatter och skrivit artiklar i media om jämställdhet. I januari 2009 startade han bloggen Genusnytt.
Ström har på sin blogg skrivit att en del feminister eftersträvar ett "Amazonia" som är ett framtida feministiskt drömsamhälle där män motverkas och kvinnorna har tagit över makten i samhället.
I maj 2011 släpptes Ströms bok Sex feministiska myter. De ämnen som behandlas i boken är könsdiskriminering i arbetslivet och partnervåld. Ström argumenterar för att radikalfeministernas problembeskrivningar brister. 
I september 2012 gav Ström ut boken Mansförbjudet: könsdiskriminering av män och pojkar.
Ström meddelade den 8 november 2012 att han avslutar sin opinionsbildning inom genus och jämställdhet efter att ha utsatts för hot. Han utvecklade sin avgång från genusdebatten och återgång med boken Perukklubben i Sveriges Radios program Studio Ett den 21 augusti 2014.